# Argumento da descrença
Argumento da descrença (ou o argumento da obscuridade divina) é um argumento filosófico contra a existência de Deus. A premissa do argumento é que, se Deus existe (e quer que a humanidade saiba isso), ele criaria uma situação em que cada pessoa sensata acreditasse nele. No entanto, existem muitos incrédulos sensatos e, portanto, este fator pesa contra a possibilidade da existência de Deus. Este argumento é semelhante ao clássico argumento do mal, na medida em que afirma a inconsistência entre o mundo que existe e o mundo que deveria existir se Deus tivesse certos desejos, combinados com o poder de ver através deles. Na verdade, desde que a ignorância de Deus passou a ser um mal natural, muitos categorizam o problema da ocultação divina como uma instância do problema do mal.
O argumento foi o tema do encobrimento do livro de 1993 Divine Hiddenness and Human Reason (em português:  Obscuridade Divina e a Razão Humana), de autoria de J.L. Schellenberg, e tem sido abordado por outros filósofos, incluindo Theodore Drange.

## Introdução ao problema do ocultamento divino
O tema do ocultamento e do silêncio divino tem uma antiga história na teologia judaico cristã. As raízes desse problema são retratados até mesmo na descrição bíblica de Deus, por exemplo no lamento de Salmos "Deus meu, Deus meu, por que me desamparaste?... Choro a cada dia mas tu não me respondes", assim como a declaração de Isaías: "Verdadeiramente tu és um Deus que se esconde, oh Deus de Israel, o Salvador".
Um dos primeiros filósofos que contemplaram o problema do ocultamento divino foi Santo Anselmo, que em sua obra Proslogio disse:
| “ | Nunca te vi, oh Senhor meu Deus, não conheço a seu respeito. O que fará oh Altíssimo Senhor, este homem exilado longe de ti? O que fará teu servo, ansioso amor por ti, depravado de sua presença? Ele se esforça para o ver, e tu está demasiado longe. Tento ir a ti, tua morada no entanto é inacessível. Quero te encontrar e não sei onde estás. Desejo buscar-te e não conheço seu rosto. Senhor, é meu Deus todavia nunca o vi. É meu criador, me fez do nada e pôs em mim todas as bênçãos, e ainda não te conheço. Por último, fui criado para contemplar-te e entretanto não me deu o propósito da minha existência. | ” |

Quando o tema do ocultamento divino foi utilizado como uma objeção à existência de Deus, Daniel Howard e Paul Moser na introdução de uma obra dedicada as refutações do argumento de Schellenberg, citou a pergunta de Nietzsche: " Se existe um Deus que tudo sabe e que tudo pode e que no entanto não tem garantia sobre as intenções de suas criaturas, tal ente pode ser chamado de Deus?"

## O argumento de Schellenberg sobre a descrença sincera
Uma apresentação formal do argumento pode ser esquematizado da seguinte maneira:
1. Se existe um Deus, ele é amor puro
2. Se existe um Deus que é amor puro, não existiria a possibilidade de não crer.
3. A possibilidade de não crer, ocorre
4. Não existe um Deus que é amor puro (a partir de 2 e 3).
5. Portanto não existe Deus (a partir de 1 e 4).

Em um artigo sobre esse argumento dez anos depois de ser formulado, Schellenberg escreveu que as críticas a este raciocínio se concentram na segunda premissa; existe relativamente poucas críticas questionando a existência de uma não crença sincera (com alicerces epistemológicos razoáveis) e quase não há filósofos teístas que questionam a ideia que Deus é amor puro.

## O argumento de Drange sobre a descrença
Theodore Drange propôs em 1996 outro argumento: ele leva em conta a mera existência da descrença sincera como uma evidência da inexistência de Deus. O argumento pode ser repreentado assim:
1. Se Deus existe, então Deus:
  1. Quer que todo o ser humano o conheça antes de sua morte.
  2. Poderia criar a situação em que todos os seres humanos antes de morrer, iriam crer em Deus.
  3. Deseja que nada possa ser um conflito ou que seja mais importante para a humanidade do que o seu desejo de que todos os seres humanos creiam nele; e
  4. Sempre atuem da maneira que ele quer.
2. Se Deus existe, todos os seres humanos deveriam crer na existência dele (a partir de 1).
3. Mas nem todos os seres humanos acreditam na existência de Deus.
4. Então Deus não existe (a partir de 2 e 3).